# Vipera albicornuta
La víbora zizag de montaña o víbora iraní de montaña (Vipera albicornuta) es una especie de víbora endémica de Irán. A la fecha (2006) no se reconocen subespecies.

## Descripción
La víbora crece hasta una longitud máxima de 66 cm.
La cabeza es relativamente larga y alargada, aunque distinguible del cuello. Los supraoculares son sobresalientes y están separados de los ojos por una fila de pequeñas escamas. Las narina se ubica en una gran escama nasal, fusionada parcialmente con las prenasales. Los supraoculares están separados por al menos siete escamas, y pueden llegar a ser hasta veintiocho. El número total de escamas sobre la cabeza varía entre 39 y 40. Presenta entre 13 y 15 escamas alrededor de los ojos, formando un anillo incompleto.
El cuerpo tiene 23 filas de escamas dorsales. Las ventrales son entre 165 y 171. Hay 35 a 38 escamas subcaudales en los machos, y una escama anal simple.
La piel tiene una coloración marrón grisácea, con un motivo más oscuro en zigzag, formado por 44 a 52 ondulaciones enmarcadas en color negro. El vientre es obscuro, moteado con un motivo más claro. En la cabeza corren bandas negras desde atrás de los ojos hasta la comisura de la boca. La garganta es blancuzca con manchas oscuras. 

## Hábitat
Vipera albicornuta habita los valles de Zanjan que rodean a las montañas del norte de Irán. El taxón se identificó en Abhar, en Zanjan, entre Tabriz y Teherán. Mallow y otros (1993) describen el hábitat como  «zonas de los montes Elburz, montañas de Zanjan y de Talish».